# قرار مجلس الأمن التابع للأمم المتحدة رقم 1762
قرار مجلس الأمن التابع للأمم المتحدة رقم 1762، المتخذ في 29 يونيو 2007.

## القرار
اعتمد القرار 1762 (2007)، المقدم من المملكة المتحدة والولايات المتحدة، بأغلبية 14 صوتا، مع امتناع الاتحاد الروسي عن التصويت. وبموجب النص، قررت المجلس إنهاء مكتب التحقق النووي التابع للوكالة الدولية للطاقة الذرية في العراق.
بالإضافة إلى ذلك، طلب المجلس من الأمين العام بان كي مون تحويل جميع الأموال المتبقية في حساب الضمان التابع للجنة الأمم المتحدة للرصد والتحقق والتفتيش إلى حكومة العراق، من خلال صندوق تنمية العراق في غضون الأشهر الثلاثة المقبلة، واتخاذ تدابير لضمان إبقاء المعلومات الحساسة المتعلقة بانتشار أسلحة الدمار الشامل، من أرشيف لجنة الأمم المتحدة للرصد والتحقق والتفتيش، تحت رقابة صارمة.
دعا بند آخر في النص الحكومة العراقية إلى تقديم تقرير إلى المجلس في غضون عام واحد عن التقدم المحرز في الانضمام إلى جميع معاهدات نزع السلاح وعدم الانتشار المعمول بها والاتفاقيات الدولية ذات الصلة، ولا سيما اتفاقية الأسلحة الكيميائية والبروتوكول الإضافي لاتفاق الضمانات الخاص بها.
مرفق بالقرار رسالة من وزيرة الخارجية الأمريكية كوندوليزا رايس وديفيد ميليباند، وزير خارجية المملكة المتحدة، يبلغا فيها المجلس بأنه قد تم اتخاذ جميع الخطوات المناسبة "لتأمين، أو إزالة، أو تعطيل، أو إبطال، أو تدمير "أسلحة الدمار الشامل العراقية المعروفة، وجميع عناصر برامجه المعروفة لتطوير هذه الأسلحة. وطالبت رسالة من وزير خارجية العراق هوشيار زيباري، مرفقة أيضا بالقرار، بإنهاء تفويض فريق الأمم المتحدة والوكالة الدولية للطاقة الذرية.

## روابط خارجية
- نص القرار في undocs.org